# Голдона (Луизијана)
Голдона (енгл. Goldonna) град је у америчкој савезној држави Луизијана.

## Демографија
По попису из 2010. године број становника је 430, што је 27 (-5,9%) становника мање него 2000. године.
| Група             | 2000.       | 2010.       |
| Белци             | 449 (98,2%) | 412 (95,8%) |
| Афроамериканци    | 0 (0,0%)    | 15 (3,5%)   |
| Азијати           | 0 (0,0%)    | 0 (0,0%)    |
| Хиспаноамериканци | 2 (0,4%)    | 1 (0,2%)    |
| Укупно            | 457         | 430         |